# Pohárnok Zoltán
Pohárnok Zoltán (Győr, 1905. – Palma de Mallorca, 1976.–) magyar festőművész.

## Életpályája
Tanulmányait a Képzőművészeti Egyetemen végezte, ahol Glatz Oszkár növendéke volt. Későbbi tanulmányútjai során bejárta a Balkánt, majd Borsos Miklóssal Olaszországban és Franciaországban járt tanulmányúton.
1923-ban vízfestményeivel mutatkozott be. Az 1930-as években pedig szimbolista és neoklasszikus stílusú kompozíciói keltettek feltűnést, több kiállítást is 
rendezett.
1929-ben Nagybányán folytatott művészeti tanulmányokat, ahol Mikola András és Krizsán János voltak. Azonban baloldali nézetei miatt eltanácsolták az iskolából, 1931-ben Klein Józsefnél valamint Ziffer Sándornál folytatott tanulmányokat. 
1936-ban a Balatonról jelent meg könyve, 1940-ben pedig a Balatoni Intéző Bizottság ösztöndíjával dolgozott. 
1940-ben Marosvásárhelyen telepedett le. Pár év hallgatás után, az 1950-es évek végén kezdte el újra a festést. Később Budapestre költözött, ahol a Szinyei társaság kiállításain szerepelt, többek között a Nemzeti Szalonban és az Ernst Múzeumban állította ki munkáit. 
1946-ban az USA-ba távozott, majd Spanyolországban telepedett le, ahol több kiállítása is volt. 
1976-ban 71 évesen hunyt el a Spanyolországhoz tartozó Baleár-szigeteken fekvő Palma de Mallorcán.